# Gétye
Gétye is een plaats (község) en gemeente in het Hongaarse comitaat Zala. Gétye telt 129 inwoners (2001).